# Porte de Pantin (Métro Paris)

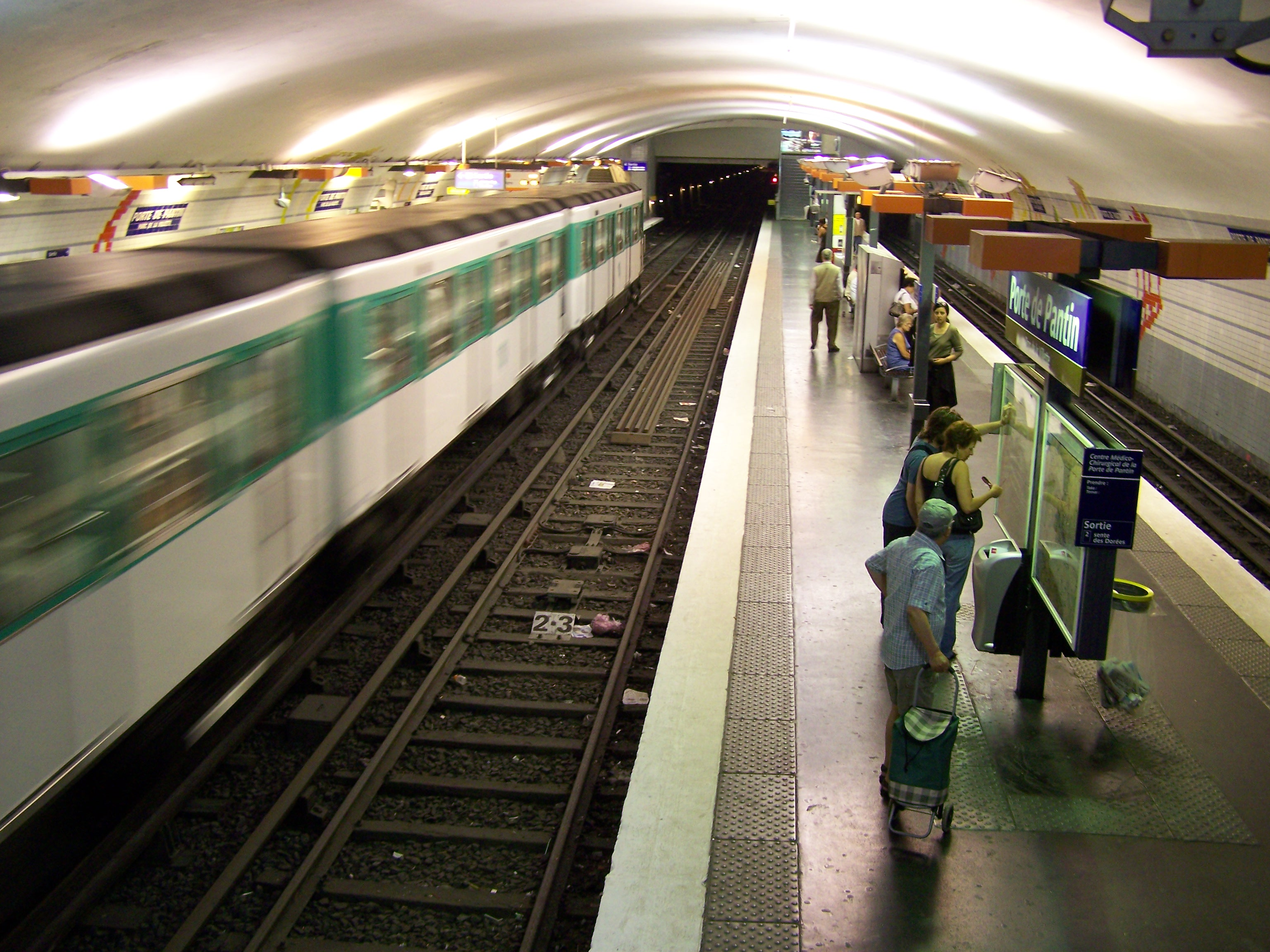
Mittelbahnsteig und am Seitenbahnsteig ausfahrender Zug der Baureihe MF 67, 2009

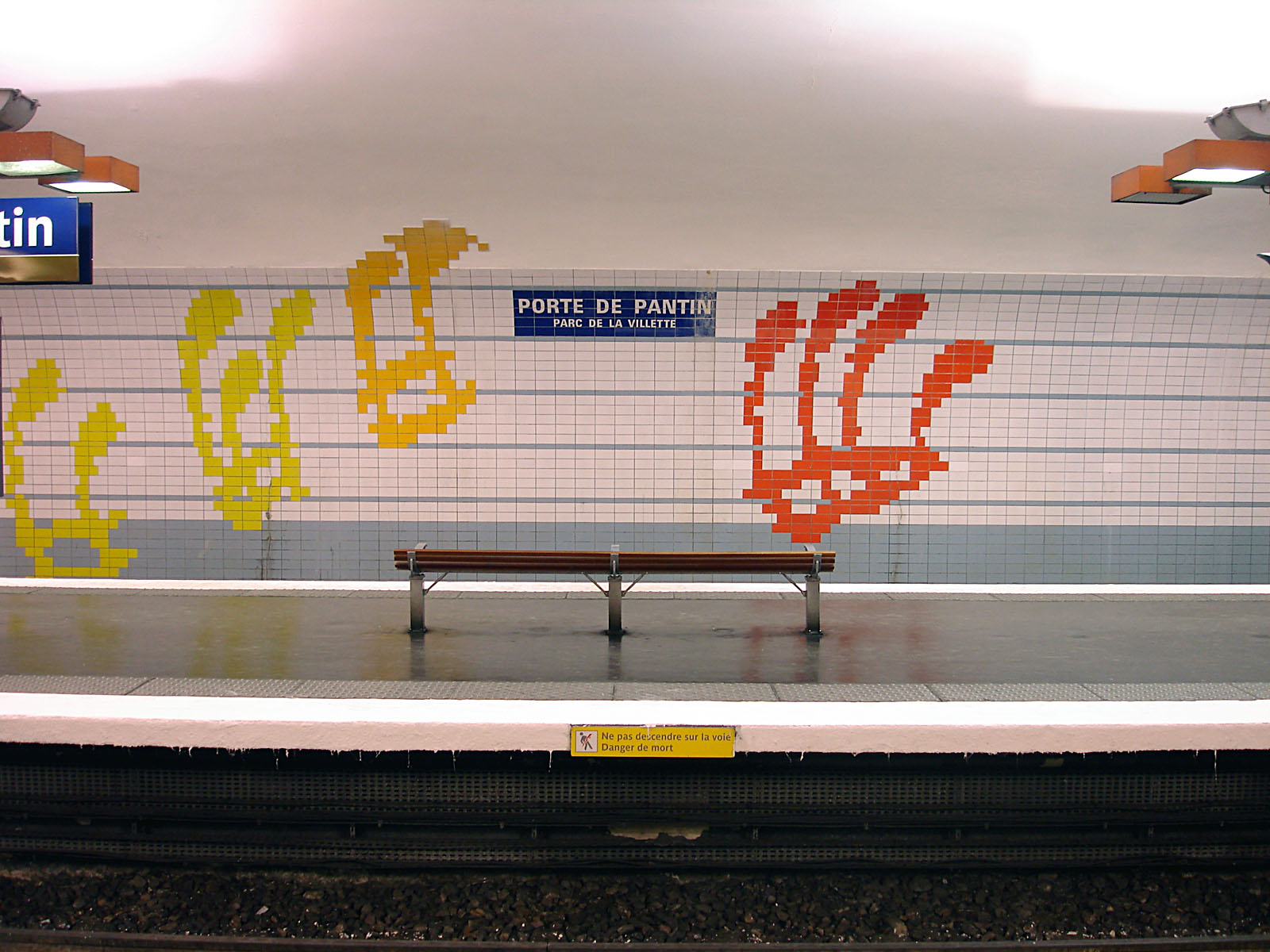
Die Wandgestaltung weist auf die nahe Cité de la musique hin

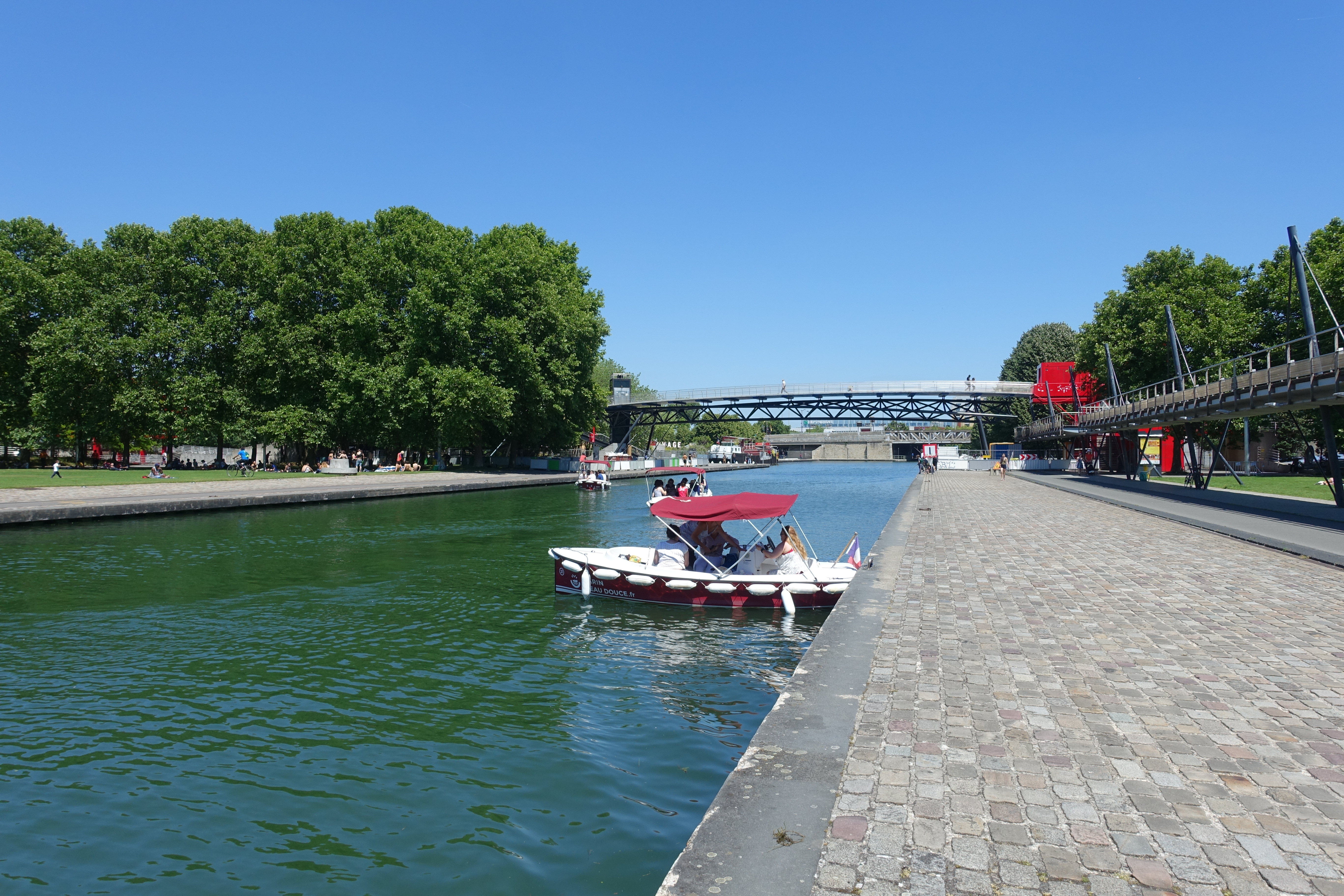
Canal de l’Ourcq im Parc de la Villette

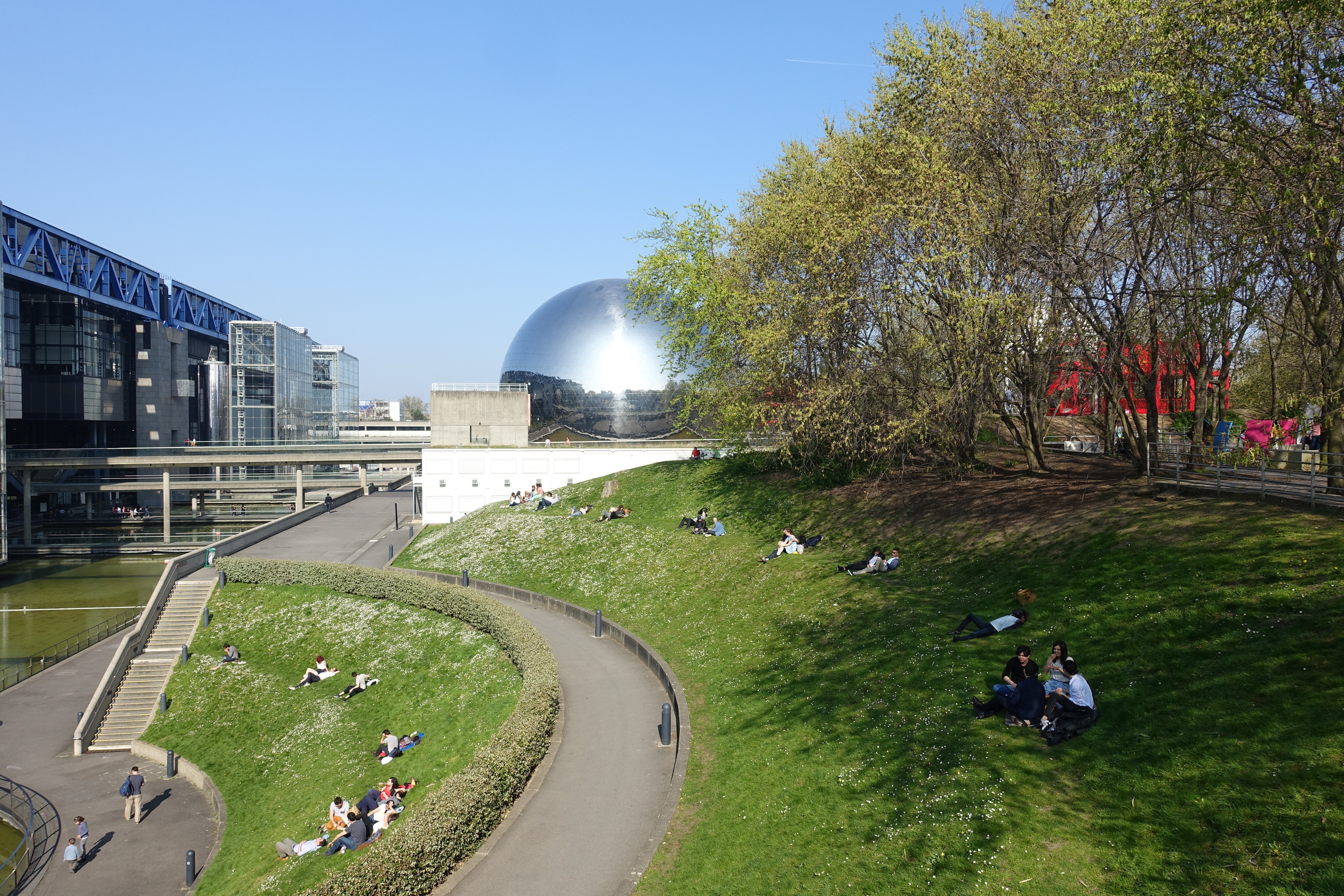
Cité des sciences et de l’industrie (links) und La Géode (Mitte)

Der U-Bahnhof Porte de Pantin [pɔʁt(ə) də pɑ̃tɛ̃] ist eine unterirdische Station der Linie 5 der Pariser Métro. Seit Dezember 2012 kann an einer gleichnamigen nahen Haltestelle zur Straßenbahnlinie T3b umgestiegen werden.

## Lage
Die Station befindet sich an der Grenze des Quartier du Pont-de-Flandres mit dem Quartier d’Amérique im 19. Arrondissement von Paris. Sie liegt längs unterhalb der Avenue Jean Jaurès in Höhe der einmündenden Rue Eugène Jumin.

## Name
Den Namen gibt das ehemalige Tor Porte de Pantin in der Thiersschen Stadtbefestigung. Es lag östlich der Station an der Kreuzung der Avenue Jean Jaurès mit dem Straßenzug Boulevard Sérurier – Boulevard d’Indochine.
Der Namenszusatz Parc de la Villette weist auf den gleichnamigen, nördlich der Station auf dem Gelände der ehemaligen Schlachthöfe Abattoirs de la Villette gelegenen Park hin. Er beherbergt unter anderem die Cité des sciences et de l’industrie, das Conservatoire National Supérieur de Musique et de Danse de Paris, die Konzerthalle Zénith und das 3D-Kino La Géode.

## Geschichte und Beschreibung
1936 wurde die Verlängerung der Métrolinie 5 (damals als Linie 5bis) in nordöstlicher Richtung beschlossen und 1939 in Angriff genommen. Der 3840 Meter lange Abschnitt von Gare du Nord bis Église de Pantin mit dem U-Bahnhof Porte de Pantin ging am 12. Oktober 1942 in Betrieb.
Unter einem elliptischen Deckengewölbe hat die Station drei Gleise an einem Mittel- und einem Seitenbahnsteig. Sie ist 75 m lang, das Dekor der gefliesten Wände weist auf die nahe Cité de la musique hin. Die Züge in Richtung Bobigny – Pablo Picasso halten am Seitenbahnsteig, die in der Gegenrichtung am nördlichen Gleis des Mittelbahnsteigs. Dessen südliches Gleis ist dem Verkehr von der und zur östlich anschließenden, zweigleisigen Abstellanlage vorbehalten.
Zwei Ausgänge führen von beiden Stationsenden auf den Mittelstreifen der Avenue Jean Jaurès. Sie sind durch von Adolphe Dervaux im Stil des Art déco entworfene Kandelaber markiert. Zusätzlich wurde in Höhe der Einmündung der Sente des Dorées ein Aufzug installiert.

## Fahrzeuge
1978 wurden die ursprünglich dort verkehrenden Sprague-Thomson-Züge von solchen der Baureihe MF 67 abgelöst. 2011 kamen die ersten Fahrzeuge der Baureihe MF 01 auf die Strecke und ersetzten bis 2013 die Vorgänger vollständig.

## Umgebung
- Parc de la Villette mit dem Canal de l’Ourcq
- Populärwissenschaftliches Museum Cité des sciences et de l’industrie
- Cité de la musique
- Konzerthalle Zénith